# Белый крест (картина)
«Белый супрематический крест» (также «Белый крест на сером фоне», «Супрематизм») — картина, написанная в период с 1920 по 1927 года Казимиром Малевичем, принадлежит к направлению русской беспредметной живописи, названной Малевичем супрематизмом.

## Описание
Широкий устойчивый крест белого цвета составлен из пересекающихся прямоугольников, протянутых от стороны к стороне, и находится на светло-сером фоне. Создаётся эффект мозаики, когда неясно, что находится на каком фоне — белый крест на светло-сером фоне или светло-серые квадраты по углам картины на белом фоне.

## История
«Белый крест» был создан в период с 1920 по 1927 года (точная датировка разнится). В 1927 году после выставки в Берлине, где выставлялась картина, Малевич доверил её берлинскому архитектору Хуго Херингу. В 1958 году «Белый крест» вместе с другими полотнами Малевича был приобретён Амстердамским музеем у вдовы Хуго Херинга.

### Вандализм
4 января 1997 года московский художник Александр Бренер под видом обычного посетителя прошёл к картинам Малевича в Амстердамском музее и нарисовал на «Белом кресте» зелёной краской из баллончика знак доллара. Своей акцией Бренер выразил протест против коммерциализации искусства, когда произведения становятся эквивалентами различных сумм денег.
Реакция на поступок Бренера была неоднозначной. Большинство искусствоведов и художников сочли эту акцию антикультурной и бессмысленной. Однако некоторые считают, что таким образом Бренер создал новое произведение искусства. На основе этих событий был создан короткометражный фильм «Суд над Брунером».
На пресс-конференции по поводу происшествия директор музея Руди Фукс пояснил: 

В этом жесте Бренера мы не видим крупного художественного события. Мы очень сожалеем о том, что произошло. И мы серьёзно озабочены тенденциями в искусстве, которые ведут к уничтожению произведений других художников.
Суд приговорил Бренера к пяти месяцам тюрьмы, пяти месяцам условно, на два года запретил посещать Амстердамский музей, а также обязал оплатить работы по реставрации картины.

### Реставрация
Сначала, несмотря на усилия реставраторов по восстановлению картины, внутри трещинок краски оставался зелёный цвет и считалось, что полностью восстановить картину не удастся. Но реставрация была проведена успешно, на неё было потрачено 10 000 долларов.

## Значение
В супрематизме крест («крестовидная плоскость») — одна из трёх основных фигур наряду с квадратом и кругом. Путём движений квадрат трансформируется в крестовидную плоскость. Эта работа была создана довольно поздно, что показывает стабильность в творчестве Малевича.